# Psyché (Q174)
Pour les articles homonymes, voir Psyché.
La Psyché (Q174) était un sous-marin de la marine nationale française, de la classe Diane (1926). Elle a servi pendant l'entre-deux-guerres et la Seconde Guerre mondiale.